# Amnehärads landskommun
Amnehärads landskommun var en tidigare kommun i dåvarande Skaraborgs län.

## Administrativ historik
När 1862 års kommunalförordningar trädde i kraft inrättades i Amnehärads socken i Vadsbo härad i Västergötland denna kommun.
I denna kommun inrättades 19 november 1937 Gullspångs municipalsamhälle vilket upplöstes 31 december 1958. 
Vid kommunreformen 1952 kvarstod kommunen oförändrad.
1 januari 1971 uppgick den i Gullspångs kommun.
Kommunkoden 1952-1970 var 1643.

### Kyrklig tillhörighet
I kyrkligt hänseende tillhörde kommunen Amnehärads församling.

## Geografi
Amnehärads landskommun omfattade den 1 januari 1952 en areal av 115,40 km², varav 106,46 km² land.

### Tätorter i kommunen 1960
| Tätort             | Folkmängd |
| ------------------ | --------- |
| Gullspång, del ava | 882       |
| Otterbäcken        | 615       |
| Skagersvik         | 432       |

Tätortsgraden i kommunen var den 1 november 1960 58,3 procent.

## Politik

### Mandatfördelning i valen 1938–1966
| 17 | 8 |

| 24 |

| 16 | 9 |

| 23 |

| 2 | 10 | 3 | 4 | 4 | 2 |

| 24 |

| 12 | 4 | 8 |  |

| 24 |

| 12 | 4 | 7 | 2 |

| 23 |

| 12 | 5 | 5 | 3 |

| 23 |

| 13 | 6 | 5 |  |

| 21 | 4 |

| 11 | 9 | 5 |

| 22 |